# Linux Lite
Linux Lite é uma distribuição Linux, baseada em Debian e Ubuntu e que utiliza o ambiente de desktop Xfce. O propósito do Linux Lite é a introdução do Linux aos usuários de Windows.

## História
O Linux Lite começou em 2013 criado por uma equipe liderada por Jerry Bezencon, com o lançamento do Linux Lite 1.0.0, com o nome de código "Amethyst", baseado no Ubuntu. Ele foi inicialmente desenvolvido e projetado para atrair usuários do Windows, com a intenção de desfazer os mitos que o Linux era difícil de usar.

## Software Disponível
O Linux Lite tem como objetivo fornecer um senso de familiaridade para os usuários do Windows fornecendo o mesmo software disponível para computadores Windows. Ele utiliza software livre e open-source e alguns softwares proprietários.
O Linux Lite inclui os seguintes softwares como parte do sistema operacional:
- Firefox
- Mozilla Thunderbird
- VLC media player
- GIMP
- LibreOffice

O Linux Lite oferece os seguintes softwares adicionais para o sistema operacional:
- Chromium
- Dropbox
- Kodi
- Skype (64-bits apenas)
- Spotify
- Steam
- Teamviewer
- Tor
- Virtualbox

### Softwares desenvolvidos pelo Linux Lite
- Lite Info: um aplicativo que analiza informações de hardware dos computadores dos usuários e as compartilham com a comunidade.[4]
- Lite Kernel: Kernel Linux compilado de forma personalizada para o Linux Lite
- Lite Manual: um guia escrito para ajudar os usuários a operarem os seus computadores Linux Lite.[5]
- Lite Software: oferece software adicional e familiar para os usuários instalarem.[6]
- Lite Themes: um pacote completo contendo temas de sistema, temas de ícones, fontes e temas de mouse.[7]
- Lite Tweaks: um utilitário para fornecer aos usuários a capacidade de limpar e corrigir o seu sistema.[8]
- Lite Upgrade: fornece uma maneira para os usuários atualizarem o sistema.
- Lite User Manager: adiciona e remove usuários.[9]
- Lite Welcome: uma janela de diálogo que aparece quando o computador é inicializado pela primeira vez.

## Lançamentos
O Linux Lite começou com um sistema de números composto dos seguintes itens: 1.0.0. O '1' representou a base de código do Ubuntu por exemplo, '1' significava o Ubuntu 12.04 LTS. O segundo número '0' representando o lançamento interino do Ubuntu LTS, por exemplo '0' significava 12.04.1. O terceiro número '0' representou qualquer "lançamento pontual" a partir de então. Para a série 2.x , o terceiro número foi descartado pois os "lançamentos pontuais" não eram mais necessários.
| Versão              | Data de lançamento  | Codinome            | Data de Fim da Vida (EOL) | Baseado em          |
| Lançamentos futuros | Lançamentos futuros | Lançamentos futuros | Lançamentos futuros       | Lançamentos futuros |
| ------------------- | ------------------- | ------------------- | ------------------------- | ------------------- |
| 6.8                 | 1 Fevereiro 2024    | Fluorite            | Abril 2027                | Ubuntu 22.04 LTS    |
| 6.6                 | 1 Setembro 2023     | Fluorite            | Abril 2027                | Ubuntu 22.04 LTS    |
| 6.4                 | 1 Abril 2023        | Fluorite            | Abril 2027                | Ubuntu 22.04 LTS    |
| Lançamentos         |                     |                     |                           |                     |
| 6.2                 | 1 Novembro 2022     | Fluorite            | Abril 2027                | Ubuntu 22.04 LTS    |
| 6.0                 | 1 Junho 2022        | Fluorite            | Abril 2027                | Ubuntu 22.04 LTS    |
| 5.8                 | 1 Fevereiro 2022    | Emerald             | Abril 2025                | Ubuntu 20.04 LTS    |
| 5.6                 | 1 Setembro 2021     | Emerald             | Abril 2025                | Ubuntu 20.04 LTS    |
| 5.4                 | 1 Abril 2021        | Emerald             | Abril 2025                | Ubuntu 20.04 LTS    |
| 5.2                 | 1 Novembro 2020     | Emerald             | Abril 2025                | Ubuntu 20.04 LTS    |
| 5.0                 | 1 Junho 2020        | Emerald             | Abril 2025                | Ubuntu 20.04 LTS    |
| 4.8                 | 14 Janeiro 2020     | Diamond             | Abril 2023                | Ubuntu 18.04 LTS    |
| 4.6                 | 1 Setembro 2019     | Diamond             | Abril 2023                | Ubuntu 18.04 LTS    |
| 4.4                 | 1 Abril 2019        | Diamond             | Abril 2023                | Ubuntu 18.04 LTS    |
| 4.2                 | 1 Novembro 2018     | Diamond             | Abril 2023                | Ubuntu 18.04 LTS    |
| 4.0                 | 1 Junho 2018        | Diamond             | Abril 2023                | Ubuntu 18.04 LTS    |
| 3.8                 | 1 Fevereiro 2018    | Citrine             | Abril 2021                | Ubuntu 16.04 LTS    |
| 3.6                 | 1 Setembro 2017     | Citrine             | Abril 2021                | Ubuntu 16.04 LTS    |
| 3.4                 | 1 Abril 2017        | Citrine             | Abril 2021                | Ubuntu 16.04 LTS    |
| 3.2                 | 1 Novembro 2016     | Citrine             | Abril 2021                | Ubuntu 16.04 LTS    |
| 3.0                 | 1 Junho 2016        | Citrine             | Abril 2021                | Ubuntu 16.04 LTS    |
| 2.8                 | 1 Fevereiro 2016    | Beryl               | Abril 2019                | Ubuntu 14.04 LTS    |
| 2.6                 | 1 Setembro 2015     | Beryl               | Abril 2019                | Ubuntu 14.04 LTS    |
| 2.4                 | 1 Abril 2015        | Beryl               | Abril 2019                | Ubuntu 14.04 LTS    |
| 2.2                 | 1 Dezembro 2014     | Beryl               | Abril 2019                | Ubuntu 14.04 LTS    |
| 2.0                 | 1 Junho 2014        | Beryl               | Abril 2019                | Ubuntu 14.04 LTS    |
| 1.0.8               | 17 Janeiro 2014     | Amethyst            | Abril 2017                | Ubuntu 12.04 LTS    |
| 1.0.6               | 24 Junho 2013       | Amethyst            | Abril 2017                | Ubuntu 12.04 LTS    |
| 1.0.4               | 12 Fevereiro 2013   | Amethyst            | Abril 2017                | Ubuntu 12.04 LTS    |
| 1.0.2               | 25 Novembro 2012    | Amethyst            | Abril 2017                | Ubuntu 12.04 LTS    |
| 1.0                 | 26 Outubro 2012     | Amethyst            | Abril 2017                | Ubuntu 12.04 LTS    |

## Requisitos de hardware recomendados
Para instalar o Linux Lite são recomendados:
| Requisito                   | Desktop                                         |
| --------------------------- | ----------------------------------------------- |
| Memória RAM                 | 1 GB                                            |
| Disco rígido (espaço livre) | 20 GB                                           |
| CPU                         | Processador de 1.5 GHz                          |
| Mídia                       | Pendrive ou DVD com a mídia de instalação (ISO) |
| Resolução                   | VGA, DVI ou HDMI, tela de 1366 x 768            |

## Galeria

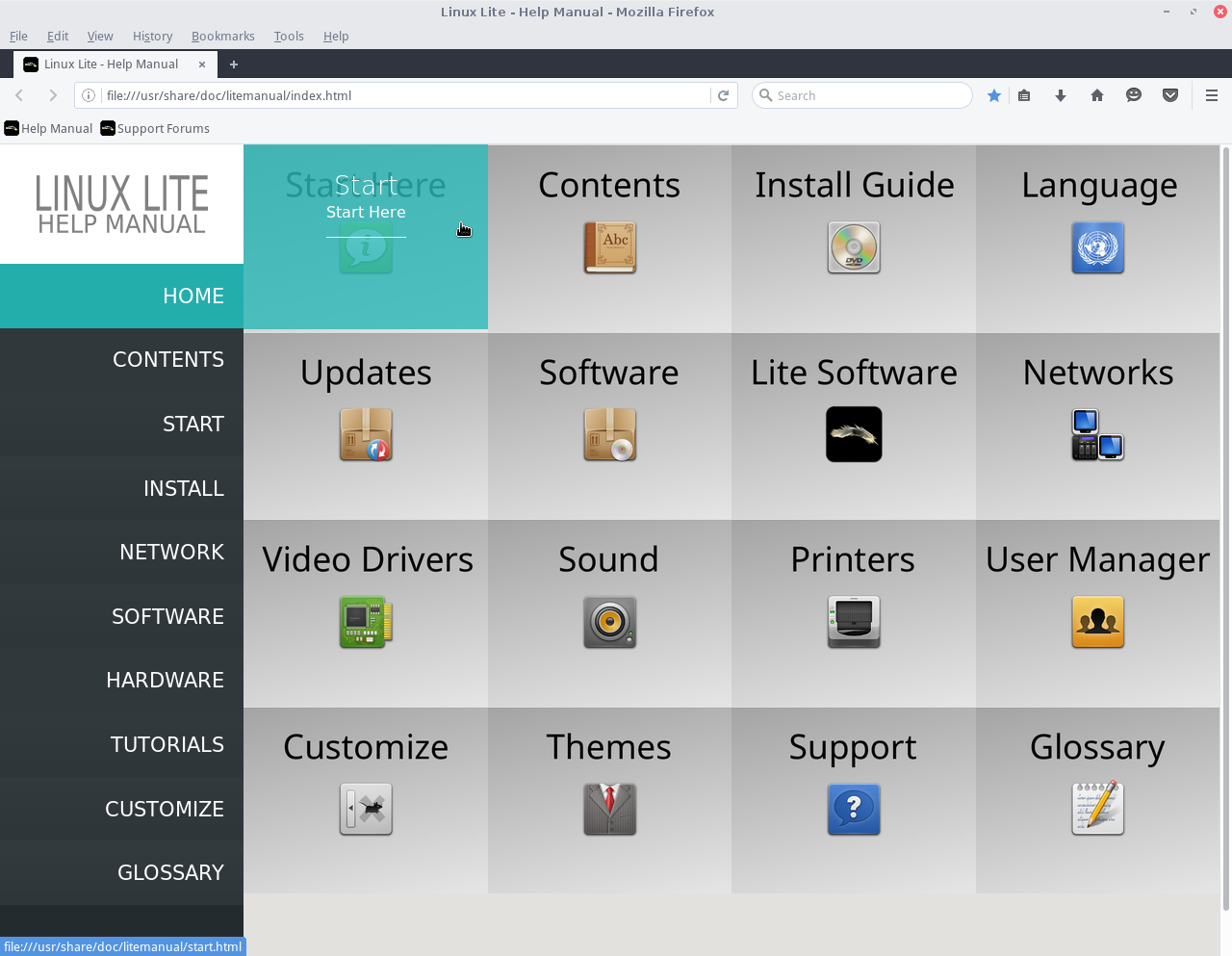
Manual De Ajuda
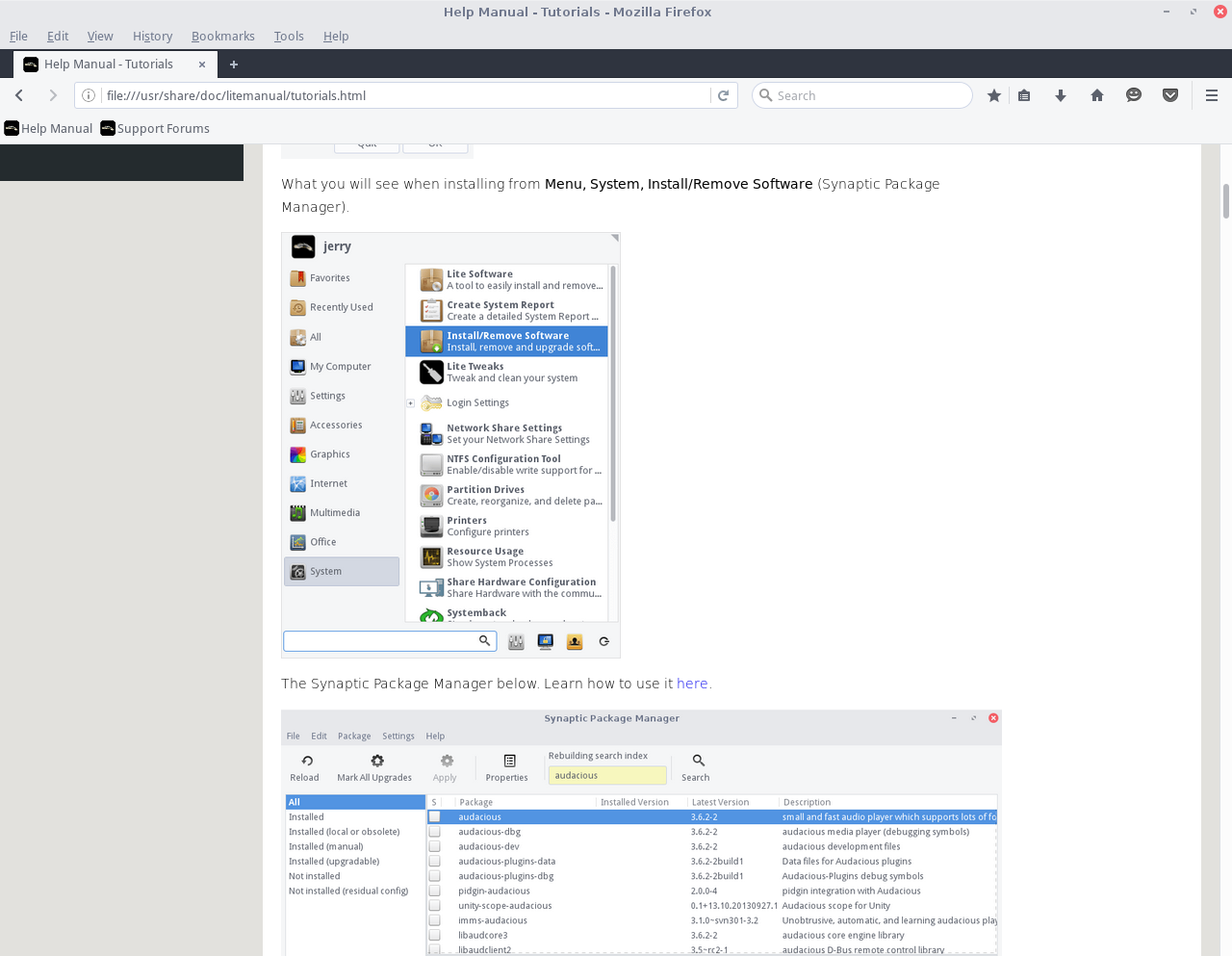
Capturas de tela de um Manual de Ajuda
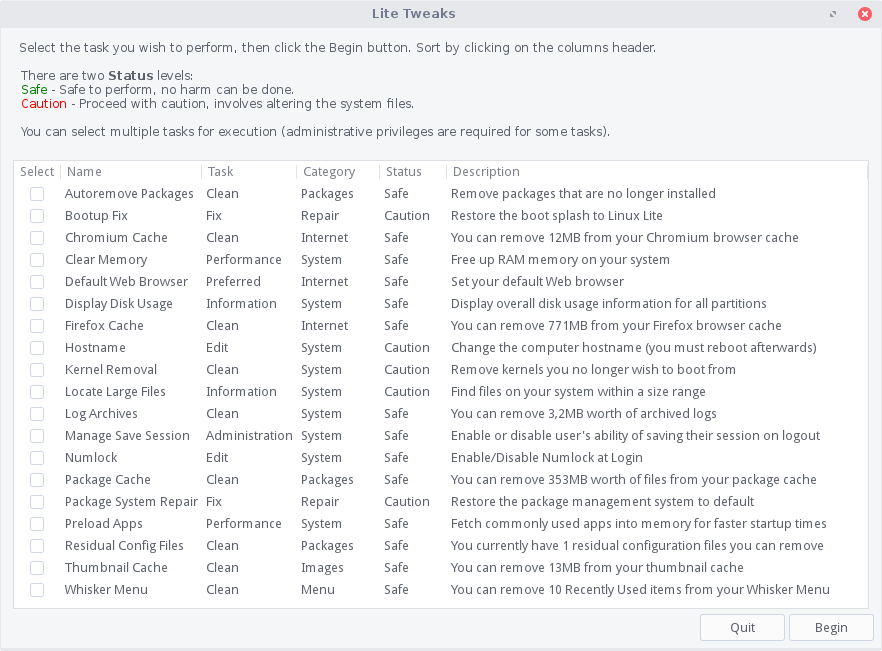
Lite Tweaks
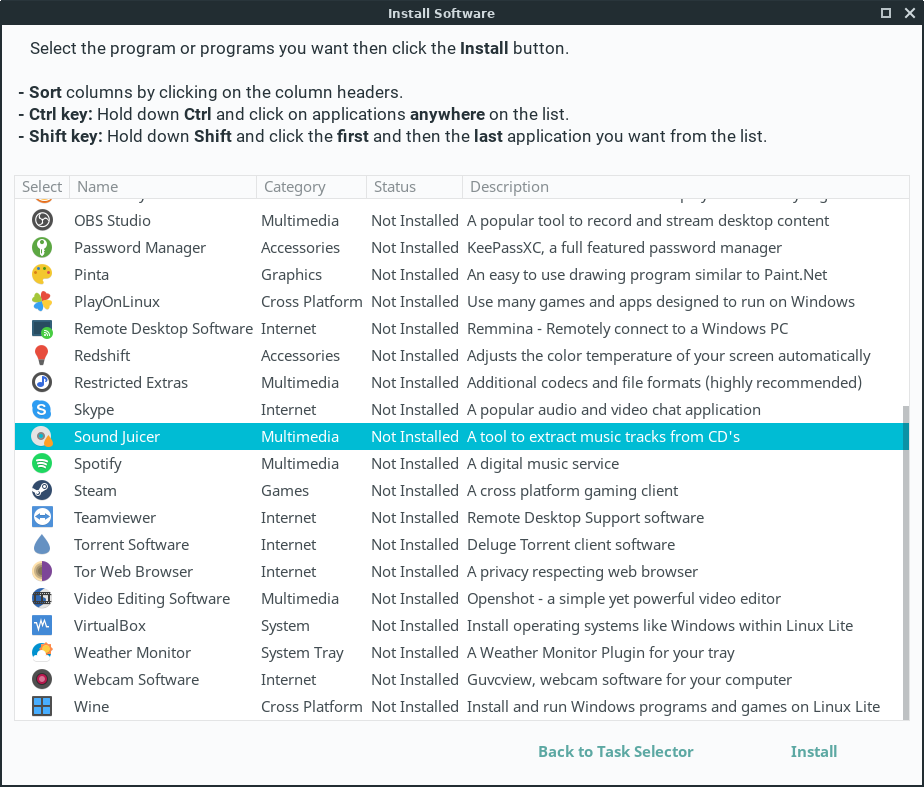
Lite Software para instalar softwares populares.
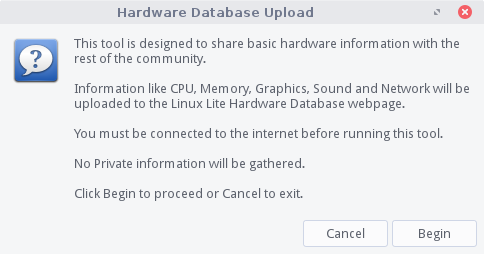
Lite Info, aplicativo para fazer upload de informações do sistema para o banco de dados de hardware da comunidade.